# 素敵な宇宙船地球号
『TOYOTA ECOシリーズ 素敵な宇宙船地球号』（トヨタ エコシリーズ すてきなうちゅうせんちきゅうごう、英: Spaceship Earth）は、テレビ朝日系列で1997年4月20日から2009年9月27日までの毎週日曜日に放送された、環境をテーマとした情報・ドキュメンタリー番組である。地上波放送のみ字幕放送で、2007年3月25日からはデータ放送連動番組としても放送されていた。また、地上アナログ放送ではレターボックスでの放送。
トヨタ自動車と関連企業で構成する「トヨタグループ」の単独提供番組である。

## 概要
地球温暖化、大気汚染など地球をめぐる環境の悪化が著しい昨今、地球を守るにはどのような対策を講じなければいけないかを世界各地の例から示す。
1997年4月20日の番組開始当初は日曜夕方18:30 - 19:00の放送で、当初は森本レオと西田ひかるがプレゼンターだったが、森本の替わりに手塚治虫原作の『鉄腕アトム』に登場するお茶の水博士が、そしてその後は西田に代わり乾貴美子が担当。1999年4月から『100人の20世紀』の開始に伴い、23:00 - 23:30へ移動。
2009年10月4日から同枠で、当番組で5月にスタートしたシリーズの1つ「地球号食堂」が『地球号食堂〜エコめし宣言』と題した後身番組として放送されることになったため、同年9月27日放送分にて『素敵な宇宙船地球号』としての放送を終了、『地球号食堂〜エコめし宣言』に引き継がれて放送されていた。

## ナレーション
- 室井滋
- 山本太郎
- 橋爪功（2008年11月 - ）
- 西田ひかる（10周年スペシャル）
- 本仮屋ユイカ（地球号食堂プロジェクト）

### 過去
- 久米明[1]
- 小山茉美
- 古谷一行
- 緒形拳
- 石原良
- 坂上みき
- 勝田久

など

## ナビゲーター
- 石原良純
- 大橋マキ

## スタッフ
- 構成：田中陽一、わぐりたかし、杉山王郎、岩井田洋光、森啓子[2]、谷崎テトラ、城啓介 ほか
- プロデューサー：安田裕史（テレビ朝日） ほか
- 制作著作：テレビ朝日

## 音楽
主題歌
- オープニング：『ユニバース～オーケストラヴァージョン』（子龍、アルバム「image2」、ソニー・ミュージックジャパン インターナショナル、2001年に収録。また2009年11月に発売された『ブロードキャスト・トラックス テレビ朝日編』にも収録された）
- エンディング：『Now is the time』（加藤登紀子、アルバム「今があしたと出逢う時」、ユニバーサルミュージック、UICZ-4105、2004年に収録）

背景曲
- 子龍、宗次朗などが作曲

アルバム『「素敵な宇宙船地球号」サウンドトラック&セレクション「ユニバース」』が市販された。

## 提供読み
通常、トヨタ自動車の筆頭（単独）協賛番組では「Drive Your Dreams TOYOTAの提供で（が）お送りします（しました）」、字幕表記には「人、社会、地球の新しい未来へ。」もクレジットされるが、この番組は関連企業も含めたトヨタグループ全体で協賛しているため、上述のクレジットを使わず以下のコメントをする。テロップも「トヨタグループ」で統一されている。
- オープニング「この番組は、トヨタグループ各社の提供でお送りします。」
- エンディング「この番組は、ご覧のトヨタグループ各社の提供でお送りしました。」

### トヨタグループ各社
※2008年8月10日放送時点
- 豊田自動織機、愛知製鋼、ジェイテクト、トヨタ車体、豊田通商、アイシン精機、デンソー、トヨタ紡織、豊田中央研究所、関東自動車工業、豊田合成、東海理化、トヨタファイナンス、あいおい損害保険 / トヨタ自動車

## 主なシリーズ
- メガシティーの挑戦（2002年2月24日 - ）
- 温暖化と向き合う（2002年8月11日 - ）
- 地球を守る人（2003年4月27日 - ）
- 台所から地球が見える（2004年10月24日 - ）
- 大地に生きる（2005年4月3日 - ）
- 世界遺産の光と影（2006年3月5日 - ）
- 素敵な宇宙船地球号10周年スペシャル（2007年4月1日 - ）
- 地球号食堂プロジェクト（2009年5月17日 - ）

## エココロTV
2004年10月3日放送分から開始された雑誌『エココロ』との連動コーナー。番組の最後に各界の著名人がエコロジーに関するインタビューを受ける30秒のコーナー。

### ゲスト
1. 一青窈（2004年10月3日 - 10月17日）
2. 忌野清志郎（2004年10月24日 - 11月7日）
3. 中嶋朋子（2004年11月14日 - 11月28日）
4. 杉山愛（2004年12月12日 - 12月26日）
5. 坂本龍一（2005年1月9日 - 1月30日）
6. 綾戸智恵（2005年2月6日 - 2月27日）
7. YUKI（2005年3月6日 - 3月20日）
8. 照英（2005年3月27日 - 4月10日）
9. 鳥越俊太郎（2005年4月17日 - 5月1日）
10. 佐藤江梨子（2005年5月8日 - 5月22日）
11. 細野晴臣（2005年5月19日 - 6月12日）
12. ベッキー（2005年6月19日 - 7月3日）
13. サンプラザ中野（2005年7月10日 - 7月24日）
14. 鶴田真由（2005年8月14日 - 8月28日）
15. 三國連太郎（2005年9月4日 - 9月25日）
16. 上戸彩（2005年10月2日 - 10月16日）
17. 初代市川右近（2005年10月23日 - 10月30日）
18. クミコ（2005年11月6日 - 11月13日）
19. 内藤剛志（2005年11月20日 - 12月4日）
20. 安藤美姫（2005年12月11日）
21. 奥田瑛二（2005年12月18日 - 12月25日）
22. UA（2006年1月8日 - 1月15日）
23. トータス松本（2006年1月22日 - 2月5日）
24. 鈴木杏（2006年2月12日 - 2月19日）
25. KONISHIKI（2006年2月26日 - 3月12日）
26. 本橋麻里（2006年3月19日 - 3月26日）
27. 宮崎あおい（2006年4月2日 - 4月16日）
28. グッチ裕三（2006年4月23日 - 4月30日）
29. 元ちとせ（2006年5月7日 - 5月14日）
30. 武田鉄矢（2006年5月21日 - 6月4日）
31. 小西真奈美（2006年6月11日 - 6月25日）
32. 春風亭小朝（2006年7月2日 - 7月16日）
33. 夏川りみ（2006年7月30日）
34. 片岡鶴太郎（2006年8月13日 - 9月3日）
35. コシノヒロコ（2006年9月10日 - 9月17日）
36. 山本太郎（2006年11月19日 - 11月26日）
37. フジ子・ヘミング（2006年12月3日 - 12月10日）
38. 峰竜太（2006年12月21日 - 12月28日）
39. 加藤ローサ

　（途中不明）
- 伊東四朗（2007年3月18日 - 3月25日）
- 優香（2007年4月1日 - 4月8日）
- 浅野温子（2007年11月3日 - 11月10日）
- 菊川怜（2008年8月10日）

## 放送局
この番組は全国32局ネットである上、BS朝日、CS放送の朝日ニュースターでも放送されているほか、2006年7月からはCS放送のテレ朝チャンネルでも過去の再放送を行なっているため、すべての都道府県で視聴できる番組である。
同じトヨタ単独の提供番組で日本テレビ系列で放映された『トヨタ日曜ドキュメンタリー 知られざる世界』時代から放送していた局もあるが、テレビ朝日系列がない地域に関しては日本テレビ系・TBS系などの系列局で遅れネットとして放送している。
| 放送対象地域  | 放送局           | 系列                                         | 放送日時           | 備考                                   |
| ------------- | ---------------- | -------------------------------------------- | ------------------ | -------------------------------------- |
| 関東広域圏    | テレビ朝日       | テレビ朝日系列                               | 日曜 23:00 - 23:30 | 制作局                                 |
| 北海道        | 北海道テレビ     | テレビ朝日系列                               | 日曜 23:00 - 23:30 |                                        |
| 青森県        | 青森朝日放送     | テレビ朝日系列                               | 日曜 23:00 - 23:30 |                                        |
| 岩手県        | 岩手朝日テレビ   | テレビ朝日系列                               | 日曜 23:00 - 23:30 |                                        |
| 宮城県        | 東日本放送       | テレビ朝日系列                               | 日曜 23:00 - 23:30 |                                        |
| 秋田県        | 秋田朝日放送     | テレビ朝日系列                               | 日曜 23:00 - 23:30 |                                        |
| 山形県        | 山形テレビ       | テレビ朝日系列                               | 日曜 23:00 - 23:30 |                                        |
| 福島県        | 福島放送         | テレビ朝日系列                               | 日曜 23:00 - 23:30 |                                        |
| 長野県        | 長野朝日放送     | テレビ朝日系列                               | 日曜 23:00 - 23:30 |                                        |
| 新潟県        | 新潟テレビ21     | テレビ朝日系列                               | 日曜 23:00 - 23:30 |                                        |
| 静岡県        | 静岡朝日テレビ   | テレビ朝日系列                               | 日曜 23:00 - 23:30 |                                        |
| 中京広域圏    | メ〜テレ         | テレビ朝日系列                               | 日曜 23:00 - 23:30 |                                        |
| 石川県        | 北陸朝日放送     | テレビ朝日系列                               | 日曜 23:00 - 23:30 |                                        |
| 近畿広域圏    | 朝日放送         | テレビ朝日系列                               | 日曜 23:00 - 23:30 |                                        |
| 広島県        | 広島ホームテレビ | テレビ朝日系列                               | 日曜 23:00 - 23:30 |                                        |
| 山口県        | 山口朝日放送     | テレビ朝日系列                               | 日曜 23:00 - 23:30 |                                        |
| 香川県 岡山県 | 瀬戸内海放送     | テレビ朝日系列                               | 日曜 23:00 - 23:30 |                                        |
| 愛媛県        | 愛媛朝日テレビ   | テレビ朝日系列                               | 日曜 23:00 - 23:30 |                                        |
| 福岡県        | 九州朝日放送     | テレビ朝日系列                               | 日曜 23:00 - 23:30 |                                        |
| 長崎県        | 長崎文化放送     | テレビ朝日系列                               | 日曜 23:00 - 23:30 |                                        |
| 熊本県        | 熊本朝日放送     | テレビ朝日系列                               | 日曜 23:00 - 23:30 |                                        |
| 大分県        | 大分朝日放送     | テレビ朝日系列                               | 日曜 23:00 - 23:30 |                                        |
| 鹿児島県      | 鹿児島放送       | テレビ朝日系列                               | 日曜 23:00 - 23:30 |                                        |
| 沖縄県        | 琉球朝日放送     | テレビ朝日系列                               | 日曜 23:00 - 23:30 |                                        |
| 山梨県        | 山梨放送         | 日本テレビ系列                               | 土曜 12:00 - 12:30 |                                        |
| 富山県        | 北日本放送       | 日本テレビ系列                               | 土曜 10:00 - 10:30 |                                        |
| 福井県        | 福井放送         | 日本テレビ系列 テレビ朝日系列                | 日曜 9:30 - 10:00  | 2009年4月より 以前は日曜 7:00 - 7:30   |
| 鳥取県 島根県 | 山陰放送         | TBS系列                                      | 日曜 11:00 - 11:30 |                                        |
| 徳島県        | 四国放送         | 日本テレビ系列                               | 日曜 11:00 - 11:30 | 2009年4月より 以前は土曜 17:30 - 18:00 |
| 高知県        | 高知放送         | 日本テレビ系列                               | 日曜 10:25 - 10:55 | 7日遅れ 以前は日曜 17:00 - 17:30       |
| 佐賀県        | サガテレビ       | フジテレビ系列                               | 土曜 10:00 - 10:30 |                                        |
| 宮崎県        | テレビ宮崎       | フジテレビ系列 日本テレビ系列 テレビ朝日系列 | 土曜 10:00 - 10:30 |                                        |